# 深井真理
深井 真理（ふかい まり、2月8日 - ）は、日本の女性音楽家。東京都品川区出身。

## 概要
6才までニューヨークで過ごす。東京芸術大学で太鼓を学ぶ。作詞・作曲を手がけ、自ら歌唱するだけでなく、楽曲の提供も行う。楽器はパーカッションがメインだが、ピアノの演奏もする。
かつては、元・コスミック・インベンションの森岡みまと共に、バンド『七福神』のリードボーカルだったが、メンバーとライブのスケジュールがなかなか合わなくなり、全員でのライブが難しく『七福神』としての活動を停止。
後にソロとして活動を続け、TAMTAMのMari名義でカバー曲に1曲オリジナルを加えたアルバム『te amo』を発表。

## 楽曲提供
- エトワール／藤井一子　作詞・作曲
- 酸素でルルル／生福「内容の無い音楽会」 作詞

## ラジオ
- FMリクエストアワー（NHK-FM）[1]
- レコパル音の仲間たち（FM東京）